# Коскумбез
Коскумбе́з (каз. Қоскүмбез) — село у складі Балхаського району Алматинської області Казахстану. Входить до складу Коктальського сільського округу.
Населення — 74 особи (2021; 125 у 2009, 230 у 1999, 329 у 1989).